# Hyphoderma densustextum
Hyphoderma densustextum är en svampart som beskrevs av Dhingra 1989. Hyphoderma densustextum ingår i släktet Hyphoderma och familjen Meruliaceae.   Inga underarter finns listade i Catalogue of Life.